# Hans Wassmann

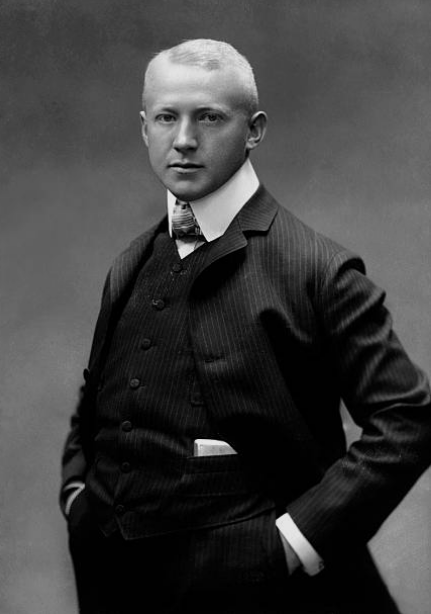
Hans Wassmann. Fotografie von Wilhelm Höffert (um 1900)

Hans Wassmann auf einer Fotografie von Alexander Binder

Hans Wassmann, auch Waßmann, (* 1. Januar 1873 in Berlin als Johann Albert Hermann Waßmann; † 5. April 1932 ebenda) war ein deutscher Schauspieler.

## Leben
Wassmann, Sohn eines Rentiers, hatte sich nach dem Schulabschluss (Gymnasium) einer kaufmännischen Ausbildung unterzogen und ein Jahr im Getreide- und Kommissionsgeschäft gearbeitet. Mit 19 Jahren nahm er einen Berufswechsel vor, ließ sich von Arthur Vollmer ausbilden und ging an die Bühne.
In Gera debütierte Wassmann 1892 mit der winzigen Rolle eines Rekruten in dem Stück Wallensteins Lager. Nach Stationen in Hanau (1893/94), Elberfeld (1894/95) und Freiburg im Breisgau (1895/96) kam er 1896 nach Berlin, um ein zwei Jahre dauerndes Engagement am Deutschen Theater anzutreten. 1898 wechselte er ans Neue Theater. Im Herbst 1901 kehrte er an das später von Max Reinhardt geführte Deutsche Theater zurück. 1903 war er mit dem Kleinen Theater auf Tournee.
Wassmanns frühes Rollenfach war das des Bonvivants, Naturburschen und jugendlichen Charakterdarstellers. Später wuchs der kompakte Berliner mit dem wuchtigen Schädel und der markanten Warze zwischen den Augen in das Fach gravitätischer Herren von Welt und angesehener Machtmenschen hinein, bewies aber auch immer wieder sein beträchtliches Talent für Komik und erhielt viel Lob für die Darstellung tumber, beschränkter Charaktere.
Zu seinen bekanntesten Spätrollen auf der Bühne zählen sein Baron in Nachtasyl, sein Junker Bleichenwang in Was ihr wollt und der Mopsus in Das Wintermärchen. Im Film zur Zeit der Weimarer Republik spielte der überaus populäre Mime eine Fülle von tragenden Nebenrollen in Schwänken wie die Bürgermeister in „Schützenfest in Schilda“ und „Die Schlacht von Bademünde“ oder den Admiral in „Der Herr Bürovorsteher“. In anderen Lustspielen überließ man dem versierten Komödianten sogar die Hauptrolle: so war er beispielsweise der Bürgermeister Eusebius Müller in „Vater geht auf Reisen“ und der finanziell klamme Besitzer eines Babyausstattungsfachgeschäfts in der Klamotte „Der Storch streikt“.
Hans Wassmann war seit 1904 mit der Schauspielerin Clara Kollendt verheiratet. Er starb infolge eines Schlaganfalls, der ihn während einer Filmprobe in Neubabelsberg ereilte. Seine letzte Ruhestätte fand er auf dem Südwestkirchhof Stahnsdorf.

## Filmografie (Auswahl)
- 1914: Bedingung – Kein Anhang!
- 1914: Lache, Bajazzo!
- 1914: Hans und Hanni
- 1917: Ballzauber
- 1918: Lola Montez
- 1920: Eine Frau mit Vergangenheit
- 1920/22: Louise de Lavallière – Am Liebeshof des Sonnenkönigs
- 1921: Die Bestie im Menschen
- 1921: Miß Venus
- 1922: Fridericus Rex
- 1922: Der Absturz
- 1922: Sie und die Drei
- 1922: Ein Glas Wasser
- 1923: Tragödie der Liebe
- 1923: Die Sonne von St. Moritz
- 1923: Die große Unbekannte
- 1923: Nanon
- 1924: Die Radio-Heirat
- 1924: Garragan
- 1924: Die Puppenkönigin
- 1925: Husarenfieber
- 1925: Der Liebeskäfig
- 1926: Eine Dubarry von heute
- 1926: Die keusche Susanne
- 1927: Die leichte Isabell
- 1927: Der Meister von Nürnberg
- 1927: Kleinstadtsünder
- 1927: Das tanzende Wien
- 1927: Luther – Ein Film der deutschen Reformation
- 1927/28: Königin Luise (2 Teile)
- 1930: 1000 Worte Deutsch
- 1930: Ihre Majestät die Liebe
- 1931: Meine Frau, die Hochstaplerin
- 1931: Der Storch streikt. Siegfried der Matrose
- 1931: Die Schlacht von Bademünde
- 1931: Schützenfest in Schilda
- 1931: Der Herr Bürovorsteher
- 1931: Der Hauptmann von Köpenick
- 1931: Ronny
- 1931: Vater geht auf Reisen
- 1932: Es wird schon wieder besser
- 1932: Skandal in der Parkstraße
- 1932: Der tolle Bomberg